# Chinari, Armenia
Chinari (tiếng Armenia: Չինարի, hay Ch’inari) là một thị trấn nhỏ ở tỉnh Tavush, Armenia.